# Torn (schack)
Tornet är en av de sex schackpjäserna. Tillsammans med damen räknas tornet till brädets tunga pjäser, att jämföra med de lätta pjäserna löpare och springare. I svensk schacknotation betecknas tornet med bokstaven T. I böcker och tidskrifter används ofta i stället ett piktogram: ♖
Vid ett schackpartis början har de båda spelarna två torn vardera, placerade i brädets hörn. Tornen kan tillsammans, med eller utan damen, bilda ett batteri.  

## Placering och rörelsemönster
De vita tornen börjar på ruta a1 respektive ruta h1, medan de svarta tornen börjar på ruta a8 respektive h8. 
Tornet kan i ett drag röra sig vertikalt eller horisontellt, minst ett steg, och som mest så långt som det går utan att hoppa över någon av sina medpjäser, och inte längre än att den slår ut en motståndarpjäs. Tornet ingår även, tillsammans med kungen, i specialdraget rockad.

|   | a                                                         | b                                                         | c                                                         | d                                                         | e                                                         | f                                                         | g                                                         | h                                                         |   |
| 8 | a8 svart torn · h8 svart torn · a1 vit torn · h1 vit torn | a8 svart torn · h8 svart torn · a1 vit torn · h1 vit torn | a8 svart torn · h8 svart torn · a1 vit torn · h1 vit torn | a8 svart torn · h8 svart torn · a1 vit torn · h1 vit torn | a8 svart torn · h8 svart torn · a1 vit torn · h1 vit torn | a8 svart torn · h8 svart torn · a1 vit torn · h1 vit torn | a8 svart torn · h8 svart torn · a1 vit torn · h1 vit torn | a8 svart torn · h8 svart torn · a1 vit torn · h1 vit torn | 8 |
| 7 | a8 svart torn · h8 svart torn · a1 vit torn · h1 vit torn | a8 svart torn · h8 svart torn · a1 vit torn · h1 vit torn | a8 svart torn · h8 svart torn · a1 vit torn · h1 vit torn | a8 svart torn · h8 svart torn · a1 vit torn · h1 vit torn | a8 svart torn · h8 svart torn · a1 vit torn · h1 vit torn | a8 svart torn · h8 svart torn · a1 vit torn · h1 vit torn | a8 svart torn · h8 svart torn · a1 vit torn · h1 vit torn | a8 svart torn · h8 svart torn · a1 vit torn · h1 vit torn | 7 |
| 6 | a8 svart torn · h8 svart torn · a1 vit torn · h1 vit torn | a8 svart torn · h8 svart torn · a1 vit torn · h1 vit torn | a8 svart torn · h8 svart torn · a1 vit torn · h1 vit torn | a8 svart torn · h8 svart torn · a1 vit torn · h1 vit torn | a8 svart torn · h8 svart torn · a1 vit torn · h1 vit torn | a8 svart torn · h8 svart torn · a1 vit torn · h1 vit torn | a8 svart torn · h8 svart torn · a1 vit torn · h1 vit torn | a8 svart torn · h8 svart torn · a1 vit torn · h1 vit torn | 6 |
| 5 | a8 svart torn · h8 svart torn · a1 vit torn · h1 vit torn | a8 svart torn · h8 svart torn · a1 vit torn · h1 vit torn | a8 svart torn · h8 svart torn · a1 vit torn · h1 vit torn | a8 svart torn · h8 svart torn · a1 vit torn · h1 vit torn | a8 svart torn · h8 svart torn · a1 vit torn · h1 vit torn | a8 svart torn · h8 svart torn · a1 vit torn · h1 vit torn | a8 svart torn · h8 svart torn · a1 vit torn · h1 vit torn | a8 svart torn · h8 svart torn · a1 vit torn · h1 vit torn | 5 |
| 4 | a8 svart torn · h8 svart torn · a1 vit torn · h1 vit torn | a8 svart torn · h8 svart torn · a1 vit torn · h1 vit torn | a8 svart torn · h8 svart torn · a1 vit torn · h1 vit torn | a8 svart torn · h8 svart torn · a1 vit torn · h1 vit torn | a8 svart torn · h8 svart torn · a1 vit torn · h1 vit torn | a8 svart torn · h8 svart torn · a1 vit torn · h1 vit torn | a8 svart torn · h8 svart torn · a1 vit torn · h1 vit torn | a8 svart torn · h8 svart torn · a1 vit torn · h1 vit torn | 4 |
| 3 | a8 svart torn · h8 svart torn · a1 vit torn · h1 vit torn | a8 svart torn · h8 svart torn · a1 vit torn · h1 vit torn | a8 svart torn · h8 svart torn · a1 vit torn · h1 vit torn | a8 svart torn · h8 svart torn · a1 vit torn · h1 vit torn | a8 svart torn · h8 svart torn · a1 vit torn · h1 vit torn | a8 svart torn · h8 svart torn · a1 vit torn · h1 vit torn | a8 svart torn · h8 svart torn · a1 vit torn · h1 vit torn | a8 svart torn · h8 svart torn · a1 vit torn · h1 vit torn | 3 |
| 2 | a8 svart torn · h8 svart torn · a1 vit torn · h1 vit torn | a8 svart torn · h8 svart torn · a1 vit torn · h1 vit torn | a8 svart torn · h8 svart torn · a1 vit torn · h1 vit torn | a8 svart torn · h8 svart torn · a1 vit torn · h1 vit torn | a8 svart torn · h8 svart torn · a1 vit torn · h1 vit torn | a8 svart torn · h8 svart torn · a1 vit torn · h1 vit torn | a8 svart torn · h8 svart torn · a1 vit torn · h1 vit torn | a8 svart torn · h8 svart torn · a1 vit torn · h1 vit torn | 2 |
| 1 | a8 svart torn · h8 svart torn · a1 vit torn · h1 vit torn | a8 svart torn · h8 svart torn · a1 vit torn · h1 vit torn | a8 svart torn · h8 svart torn · a1 vit torn · h1 vit torn | a8 svart torn · h8 svart torn · a1 vit torn · h1 vit torn | a8 svart torn · h8 svart torn · a1 vit torn · h1 vit torn | a8 svart torn · h8 svart torn · a1 vit torn · h1 vit torn | a8 svart torn · h8 svart torn · a1 vit torn · h1 vit torn | a8 svart torn · h8 svart torn · a1 vit torn · h1 vit torn | 1 |
|   | a                                                         | b                                                         | c                                                         | d                                                         | e                                                         | f                                                         | g                                                         | h                                                         |   |

|   | a | b | c | d | e | f | g | h |   |
| 8 | d8 vit cirkel · d7 vit cirkel · d6 vit cirkel · d5 vit cirkel · a4 vit cirkel · b4 vit cirkel · c4 vit cirkel · d4 vit torn · e4 vit cirkel · f4 vit cirkel · g4 vit cirkel · h4 vit cirkel · d3 vit cirkel · d2 vit cirkel · d1 vit cirkel | d8 vit cirkel · d7 vit cirkel · d6 vit cirkel · d5 vit cirkel · a4 vit cirkel · b4 vit cirkel · c4 vit cirkel · d4 vit torn · e4 vit cirkel · f4 vit cirkel · g4 vit cirkel · h4 vit cirkel · d3 vit cirkel · d2 vit cirkel · d1 vit cirkel | d8 vit cirkel · d7 vit cirkel · d6 vit cirkel · d5 vit cirkel · a4 vit cirkel · b4 vit cirkel · c4 vit cirkel · d4 vit torn · e4 vit cirkel · f4 vit cirkel · g4 vit cirkel · h4 vit cirkel · d3 vit cirkel · d2 vit cirkel · d1 vit cirkel | d8 vit cirkel · d7 vit cirkel · d6 vit cirkel · d5 vit cirkel · a4 vit cirkel · b4 vit cirkel · c4 vit cirkel · d4 vit torn · e4 vit cirkel · f4 vit cirkel · g4 vit cirkel · h4 vit cirkel · d3 vit cirkel · d2 vit cirkel · d1 vit cirkel | d8 vit cirkel · d7 vit cirkel · d6 vit cirkel · d5 vit cirkel · a4 vit cirkel · b4 vit cirkel · c4 vit cirkel · d4 vit torn · e4 vit cirkel · f4 vit cirkel · g4 vit cirkel · h4 vit cirkel · d3 vit cirkel · d2 vit cirkel · d1 vit cirkel | d8 vit cirkel · d7 vit cirkel · d6 vit cirkel · d5 vit cirkel · a4 vit cirkel · b4 vit cirkel · c4 vit cirkel · d4 vit torn · e4 vit cirkel · f4 vit cirkel · g4 vit cirkel · h4 vit cirkel · d3 vit cirkel · d2 vit cirkel · d1 vit cirkel | d8 vit cirkel · d7 vit cirkel · d6 vit cirkel · d5 vit cirkel · a4 vit cirkel · b4 vit cirkel · c4 vit cirkel · d4 vit torn · e4 vit cirkel · f4 vit cirkel · g4 vit cirkel · h4 vit cirkel · d3 vit cirkel · d2 vit cirkel · d1 vit cirkel | d8 vit cirkel · d7 vit cirkel · d6 vit cirkel · d5 vit cirkel · a4 vit cirkel · b4 vit cirkel · c4 vit cirkel · d4 vit torn · e4 vit cirkel · f4 vit cirkel · g4 vit cirkel · h4 vit cirkel · d3 vit cirkel · d2 vit cirkel · d1 vit cirkel | 8 |
| 7 | d8 vit cirkel · d7 vit cirkel · d6 vit cirkel · d5 vit cirkel · a4 vit cirkel · b4 vit cirkel · c4 vit cirkel · d4 vit torn · e4 vit cirkel · f4 vit cirkel · g4 vit cirkel · h4 vit cirkel · d3 vit cirkel · d2 vit cirkel · d1 vit cirkel | d8 vit cirkel · d7 vit cirkel · d6 vit cirkel · d5 vit cirkel · a4 vit cirkel · b4 vit cirkel · c4 vit cirkel · d4 vit torn · e4 vit cirkel · f4 vit cirkel · g4 vit cirkel · h4 vit cirkel · d3 vit cirkel · d2 vit cirkel · d1 vit cirkel | d8 vit cirkel · d7 vit cirkel · d6 vit cirkel · d5 vit cirkel · a4 vit cirkel · b4 vit cirkel · c4 vit cirkel · d4 vit torn · e4 vit cirkel · f4 vit cirkel · g4 vit cirkel · h4 vit cirkel · d3 vit cirkel · d2 vit cirkel · d1 vit cirkel | d8 vit cirkel · d7 vit cirkel · d6 vit cirkel · d5 vit cirkel · a4 vit cirkel · b4 vit cirkel · c4 vit cirkel · d4 vit torn · e4 vit cirkel · f4 vit cirkel · g4 vit cirkel · h4 vit cirkel · d3 vit cirkel · d2 vit cirkel · d1 vit cirkel | d8 vit cirkel · d7 vit cirkel · d6 vit cirkel · d5 vit cirkel · a4 vit cirkel · b4 vit cirkel · c4 vit cirkel · d4 vit torn · e4 vit cirkel · f4 vit cirkel · g4 vit cirkel · h4 vit cirkel · d3 vit cirkel · d2 vit cirkel · d1 vit cirkel | d8 vit cirkel · d7 vit cirkel · d6 vit cirkel · d5 vit cirkel · a4 vit cirkel · b4 vit cirkel · c4 vit cirkel · d4 vit torn · e4 vit cirkel · f4 vit cirkel · g4 vit cirkel · h4 vit cirkel · d3 vit cirkel · d2 vit cirkel · d1 vit cirkel | d8 vit cirkel · d7 vit cirkel · d6 vit cirkel · d5 vit cirkel · a4 vit cirkel · b4 vit cirkel · c4 vit cirkel · d4 vit torn · e4 vit cirkel · f4 vit cirkel · g4 vit cirkel · h4 vit cirkel · d3 vit cirkel · d2 vit cirkel · d1 vit cirkel | d8 vit cirkel · d7 vit cirkel · d6 vit cirkel · d5 vit cirkel · a4 vit cirkel · b4 vit cirkel · c4 vit cirkel · d4 vit torn · e4 vit cirkel · f4 vit cirkel · g4 vit cirkel · h4 vit cirkel · d3 vit cirkel · d2 vit cirkel · d1 vit cirkel | 7 |
| 6 | d8 vit cirkel · d7 vit cirkel · d6 vit cirkel · d5 vit cirkel · a4 vit cirkel · b4 vit cirkel · c4 vit cirkel · d4 vit torn · e4 vit cirkel · f4 vit cirkel · g4 vit cirkel · h4 vit cirkel · d3 vit cirkel · d2 vit cirkel · d1 vit cirkel | d8 vit cirkel · d7 vit cirkel · d6 vit cirkel · d5 vit cirkel · a4 vit cirkel · b4 vit cirkel · c4 vit cirkel · d4 vit torn · e4 vit cirkel · f4 vit cirkel · g4 vit cirkel · h4 vit cirkel · d3 vit cirkel · d2 vit cirkel · d1 vit cirkel | d8 vit cirkel · d7 vit cirkel · d6 vit cirkel · d5 vit cirkel · a4 vit cirkel · b4 vit cirkel · c4 vit cirkel · d4 vit torn · e4 vit cirkel · f4 vit cirkel · g4 vit cirkel · h4 vit cirkel · d3 vit cirkel · d2 vit cirkel · d1 vit cirkel | d8 vit cirkel · d7 vit cirkel · d6 vit cirkel · d5 vit cirkel · a4 vit cirkel · b4 vit cirkel · c4 vit cirkel · d4 vit torn · e4 vit cirkel · f4 vit cirkel · g4 vit cirkel · h4 vit cirkel · d3 vit cirkel · d2 vit cirkel · d1 vit cirkel | d8 vit cirkel · d7 vit cirkel · d6 vit cirkel · d5 vit cirkel · a4 vit cirkel · b4 vit cirkel · c4 vit cirkel · d4 vit torn · e4 vit cirkel · f4 vit cirkel · g4 vit cirkel · h4 vit cirkel · d3 vit cirkel · d2 vit cirkel · d1 vit cirkel | d8 vit cirkel · d7 vit cirkel · d6 vit cirkel · d5 vit cirkel · a4 vit cirkel · b4 vit cirkel · c4 vit cirkel · d4 vit torn · e4 vit cirkel · f4 vit cirkel · g4 vit cirkel · h4 vit cirkel · d3 vit cirkel · d2 vit cirkel · d1 vit cirkel | d8 vit cirkel · d7 vit cirkel · d6 vit cirkel · d5 vit cirkel · a4 vit cirkel · b4 vit cirkel · c4 vit cirkel · d4 vit torn · e4 vit cirkel · f4 vit cirkel · g4 vit cirkel · h4 vit cirkel · d3 vit cirkel · d2 vit cirkel · d1 vit cirkel | d8 vit cirkel · d7 vit cirkel · d6 vit cirkel · d5 vit cirkel · a4 vit cirkel · b4 vit cirkel · c4 vit cirkel · d4 vit torn · e4 vit cirkel · f4 vit cirkel · g4 vit cirkel · h4 vit cirkel · d3 vit cirkel · d2 vit cirkel · d1 vit cirkel | 6 |
| 5 | d8 vit cirkel · d7 vit cirkel · d6 vit cirkel · d5 vit cirkel · a4 vit cirkel · b4 vit cirkel · c4 vit cirkel · d4 vit torn · e4 vit cirkel · f4 vit cirkel · g4 vit cirkel · h4 vit cirkel · d3 vit cirkel · d2 vit cirkel · d1 vit cirkel | d8 vit cirkel · d7 vit cirkel · d6 vit cirkel · d5 vit cirkel · a4 vit cirkel · b4 vit cirkel · c4 vit cirkel · d4 vit torn · e4 vit cirkel · f4 vit cirkel · g4 vit cirkel · h4 vit cirkel · d3 vit cirkel · d2 vit cirkel · d1 vit cirkel | d8 vit cirkel · d7 vit cirkel · d6 vit cirkel · d5 vit cirkel · a4 vit cirkel · b4 vit cirkel · c4 vit cirkel · d4 vit torn · e4 vit cirkel · f4 vit cirkel · g4 vit cirkel · h4 vit cirkel · d3 vit cirkel · d2 vit cirkel · d1 vit cirkel | d8 vit cirkel · d7 vit cirkel · d6 vit cirkel · d5 vit cirkel · a4 vit cirkel · b4 vit cirkel · c4 vit cirkel · d4 vit torn · e4 vit cirkel · f4 vit cirkel · g4 vit cirkel · h4 vit cirkel · d3 vit cirkel · d2 vit cirkel · d1 vit cirkel | d8 vit cirkel · d7 vit cirkel · d6 vit cirkel · d5 vit cirkel · a4 vit cirkel · b4 vit cirkel · c4 vit cirkel · d4 vit torn · e4 vit cirkel · f4 vit cirkel · g4 vit cirkel · h4 vit cirkel · d3 vit cirkel · d2 vit cirkel · d1 vit cirkel | d8 vit cirkel · d7 vit cirkel · d6 vit cirkel · d5 vit cirkel · a4 vit cirkel · b4 vit cirkel · c4 vit cirkel · d4 vit torn · e4 vit cirkel · f4 vit cirkel · g4 vit cirkel · h4 vit cirkel · d3 vit cirkel · d2 vit cirkel · d1 vit cirkel | d8 vit cirkel · d7 vit cirkel · d6 vit cirkel · d5 vit cirkel · a4 vit cirkel · b4 vit cirkel · c4 vit cirkel · d4 vit torn · e4 vit cirkel · f4 vit cirkel · g4 vit cirkel · h4 vit cirkel · d3 vit cirkel · d2 vit cirkel · d1 vit cirkel | d8 vit cirkel · d7 vit cirkel · d6 vit cirkel · d5 vit cirkel · a4 vit cirkel · b4 vit cirkel · c4 vit cirkel · d4 vit torn · e4 vit cirkel · f4 vit cirkel · g4 vit cirkel · h4 vit cirkel · d3 vit cirkel · d2 vit cirkel · d1 vit cirkel | 5 |
| 4 | d8 vit cirkel · d7 vit cirkel · d6 vit cirkel · d5 vit cirkel · a4 vit cirkel · b4 vit cirkel · c4 vit cirkel · d4 vit torn · e4 vit cirkel · f4 vit cirkel · g4 vit cirkel · h4 vit cirkel · d3 vit cirkel · d2 vit cirkel · d1 vit cirkel | d8 vit cirkel · d7 vit cirkel · d6 vit cirkel · d5 vit cirkel · a4 vit cirkel · b4 vit cirkel · c4 vit cirkel · d4 vit torn · e4 vit cirkel · f4 vit cirkel · g4 vit cirkel · h4 vit cirkel · d3 vit cirkel · d2 vit cirkel · d1 vit cirkel | d8 vit cirkel · d7 vit cirkel · d6 vit cirkel · d5 vit cirkel · a4 vit cirkel · b4 vit cirkel · c4 vit cirkel · d4 vit torn · e4 vit cirkel · f4 vit cirkel · g4 vit cirkel · h4 vit cirkel · d3 vit cirkel · d2 vit cirkel · d1 vit cirkel | d8 vit cirkel · d7 vit cirkel · d6 vit cirkel · d5 vit cirkel · a4 vit cirkel · b4 vit cirkel · c4 vit cirkel · d4 vit torn · e4 vit cirkel · f4 vit cirkel · g4 vit cirkel · h4 vit cirkel · d3 vit cirkel · d2 vit cirkel · d1 vit cirkel | d8 vit cirkel · d7 vit cirkel · d6 vit cirkel · d5 vit cirkel · a4 vit cirkel · b4 vit cirkel · c4 vit cirkel · d4 vit torn · e4 vit cirkel · f4 vit cirkel · g4 vit cirkel · h4 vit cirkel · d3 vit cirkel · d2 vit cirkel · d1 vit cirkel | d8 vit cirkel · d7 vit cirkel · d6 vit cirkel · d5 vit cirkel · a4 vit cirkel · b4 vit cirkel · c4 vit cirkel · d4 vit torn · e4 vit cirkel · f4 vit cirkel · g4 vit cirkel · h4 vit cirkel · d3 vit cirkel · d2 vit cirkel · d1 vit cirkel | d8 vit cirkel · d7 vit cirkel · d6 vit cirkel · d5 vit cirkel · a4 vit cirkel · b4 vit cirkel · c4 vit cirkel · d4 vit torn · e4 vit cirkel · f4 vit cirkel · g4 vit cirkel · h4 vit cirkel · d3 vit cirkel · d2 vit cirkel · d1 vit cirkel | d8 vit cirkel · d7 vit cirkel · d6 vit cirkel · d5 vit cirkel · a4 vit cirkel · b4 vit cirkel · c4 vit cirkel · d4 vit torn · e4 vit cirkel · f4 vit cirkel · g4 vit cirkel · h4 vit cirkel · d3 vit cirkel · d2 vit cirkel · d1 vit cirkel | 4 |
| 3 | d8 vit cirkel · d7 vit cirkel · d6 vit cirkel · d5 vit cirkel · a4 vit cirkel · b4 vit cirkel · c4 vit cirkel · d4 vit torn · e4 vit cirkel · f4 vit cirkel · g4 vit cirkel · h4 vit cirkel · d3 vit cirkel · d2 vit cirkel · d1 vit cirkel | d8 vit cirkel · d7 vit cirkel · d6 vit cirkel · d5 vit cirkel · a4 vit cirkel · b4 vit cirkel · c4 vit cirkel · d4 vit torn · e4 vit cirkel · f4 vit cirkel · g4 vit cirkel · h4 vit cirkel · d3 vit cirkel · d2 vit cirkel · d1 vit cirkel | d8 vit cirkel · d7 vit cirkel · d6 vit cirkel · d5 vit cirkel · a4 vit cirkel · b4 vit cirkel · c4 vit cirkel · d4 vit torn · e4 vit cirkel · f4 vit cirkel · g4 vit cirkel · h4 vit cirkel · d3 vit cirkel · d2 vit cirkel · d1 vit cirkel | d8 vit cirkel · d7 vit cirkel · d6 vit cirkel · d5 vit cirkel · a4 vit cirkel · b4 vit cirkel · c4 vit cirkel · d4 vit torn · e4 vit cirkel · f4 vit cirkel · g4 vit cirkel · h4 vit cirkel · d3 vit cirkel · d2 vit cirkel · d1 vit cirkel | d8 vit cirkel · d7 vit cirkel · d6 vit cirkel · d5 vit cirkel · a4 vit cirkel · b4 vit cirkel · c4 vit cirkel · d4 vit torn · e4 vit cirkel · f4 vit cirkel · g4 vit cirkel · h4 vit cirkel · d3 vit cirkel · d2 vit cirkel · d1 vit cirkel | d8 vit cirkel · d7 vit cirkel · d6 vit cirkel · d5 vit cirkel · a4 vit cirkel · b4 vit cirkel · c4 vit cirkel · d4 vit torn · e4 vit cirkel · f4 vit cirkel · g4 vit cirkel · h4 vit cirkel · d3 vit cirkel · d2 vit cirkel · d1 vit cirkel | d8 vit cirkel · d7 vit cirkel · d6 vit cirkel · d5 vit cirkel · a4 vit cirkel · b4 vit cirkel · c4 vit cirkel · d4 vit torn · e4 vit cirkel · f4 vit cirkel · g4 vit cirkel · h4 vit cirkel · d3 vit cirkel · d2 vit cirkel · d1 vit cirkel | d8 vit cirkel · d7 vit cirkel · d6 vit cirkel · d5 vit cirkel · a4 vit cirkel · b4 vit cirkel · c4 vit cirkel · d4 vit torn · e4 vit cirkel · f4 vit cirkel · g4 vit cirkel · h4 vit cirkel · d3 vit cirkel · d2 vit cirkel · d1 vit cirkel | 3 |
| 2 | d8 vit cirkel · d7 vit cirkel · d6 vit cirkel · d5 vit cirkel · a4 vit cirkel · b4 vit cirkel · c4 vit cirkel · d4 vit torn · e4 vit cirkel · f4 vit cirkel · g4 vit cirkel · h4 vit cirkel · d3 vit cirkel · d2 vit cirkel · d1 vit cirkel | d8 vit cirkel · d7 vit cirkel · d6 vit cirkel · d5 vit cirkel · a4 vit cirkel · b4 vit cirkel · c4 vit cirkel · d4 vit torn · e4 vit cirkel · f4 vit cirkel · g4 vit cirkel · h4 vit cirkel · d3 vit cirkel · d2 vit cirkel · d1 vit cirkel | d8 vit cirkel · d7 vit cirkel · d6 vit cirkel · d5 vit cirkel · a4 vit cirkel · b4 vit cirkel · c4 vit cirkel · d4 vit torn · e4 vit cirkel · f4 vit cirkel · g4 vit cirkel · h4 vit cirkel · d3 vit cirkel · d2 vit cirkel · d1 vit cirkel | d8 vit cirkel · d7 vit cirkel · d6 vit cirkel · d5 vit cirkel · a4 vit cirkel · b4 vit cirkel · c4 vit cirkel · d4 vit torn · e4 vit cirkel · f4 vit cirkel · g4 vit cirkel · h4 vit cirkel · d3 vit cirkel · d2 vit cirkel · d1 vit cirkel | d8 vit cirkel · d7 vit cirkel · d6 vit cirkel · d5 vit cirkel · a4 vit cirkel · b4 vit cirkel · c4 vit cirkel · d4 vit torn · e4 vit cirkel · f4 vit cirkel · g4 vit cirkel · h4 vit cirkel · d3 vit cirkel · d2 vit cirkel · d1 vit cirkel | d8 vit cirkel · d7 vit cirkel · d6 vit cirkel · d5 vit cirkel · a4 vit cirkel · b4 vit cirkel · c4 vit cirkel · d4 vit torn · e4 vit cirkel · f4 vit cirkel · g4 vit cirkel · h4 vit cirkel · d3 vit cirkel · d2 vit cirkel · d1 vit cirkel | d8 vit cirkel · d7 vit cirkel · d6 vit cirkel · d5 vit cirkel · a4 vit cirkel · b4 vit cirkel · c4 vit cirkel · d4 vit torn · e4 vit cirkel · f4 vit cirkel · g4 vit cirkel · h4 vit cirkel · d3 vit cirkel · d2 vit cirkel · d1 vit cirkel | d8 vit cirkel · d7 vit cirkel · d6 vit cirkel · d5 vit cirkel · a4 vit cirkel · b4 vit cirkel · c4 vit cirkel · d4 vit torn · e4 vit cirkel · f4 vit cirkel · g4 vit cirkel · h4 vit cirkel · d3 vit cirkel · d2 vit cirkel · d1 vit cirkel | 2 |
| 1 | d8 vit cirkel · d7 vit cirkel · d6 vit cirkel · d5 vit cirkel · a4 vit cirkel · b4 vit cirkel · c4 vit cirkel · d4 vit torn · e4 vit cirkel · f4 vit cirkel · g4 vit cirkel · h4 vit cirkel · d3 vit cirkel · d2 vit cirkel · d1 vit cirkel | d8 vit cirkel · d7 vit cirkel · d6 vit cirkel · d5 vit cirkel · a4 vit cirkel · b4 vit cirkel · c4 vit cirkel · d4 vit torn · e4 vit cirkel · f4 vit cirkel · g4 vit cirkel · h4 vit cirkel · d3 vit cirkel · d2 vit cirkel · d1 vit cirkel | d8 vit cirkel · d7 vit cirkel · d6 vit cirkel · d5 vit cirkel · a4 vit cirkel · b4 vit cirkel · c4 vit cirkel · d4 vit torn · e4 vit cirkel · f4 vit cirkel · g4 vit cirkel · h4 vit cirkel · d3 vit cirkel · d2 vit cirkel · d1 vit cirkel | d8 vit cirkel · d7 vit cirkel · d6 vit cirkel · d5 vit cirkel · a4 vit cirkel · b4 vit cirkel · c4 vit cirkel · d4 vit torn · e4 vit cirkel · f4 vit cirkel · g4 vit cirkel · h4 vit cirkel · d3 vit cirkel · d2 vit cirkel · d1 vit cirkel | d8 vit cirkel · d7 vit cirkel · d6 vit cirkel · d5 vit cirkel · a4 vit cirkel · b4 vit cirkel · c4 vit cirkel · d4 vit torn · e4 vit cirkel · f4 vit cirkel · g4 vit cirkel · h4 vit cirkel · d3 vit cirkel · d2 vit cirkel · d1 vit cirkel | d8 vit cirkel · d7 vit cirkel · d6 vit cirkel · d5 vit cirkel · a4 vit cirkel · b4 vit cirkel · c4 vit cirkel · d4 vit torn · e4 vit cirkel · f4 vit cirkel · g4 vit cirkel · h4 vit cirkel · d3 vit cirkel · d2 vit cirkel · d1 vit cirkel | d8 vit cirkel · d7 vit cirkel · d6 vit cirkel · d5 vit cirkel · a4 vit cirkel · b4 vit cirkel · c4 vit cirkel · d4 vit torn · e4 vit cirkel · f4 vit cirkel · g4 vit cirkel · h4 vit cirkel · d3 vit cirkel · d2 vit cirkel · d1 vit cirkel | d8 vit cirkel · d7 vit cirkel · d6 vit cirkel · d5 vit cirkel · a4 vit cirkel · b4 vit cirkel · c4 vit cirkel · d4 vit torn · e4 vit cirkel · f4 vit cirkel · g4 vit cirkel · h4 vit cirkel · d3 vit cirkel · d2 vit cirkel · d1 vit cirkel | 1 |
|   | a | b | c | d | e | f | g | h |   |

## Tornets relativa värde
Tornet brukar ges ett relativt värde på 5. Tornets styrka motsvarar ungefär en lätt pjäs och två bönder. Att byta en lätt pjäs mot ett torn kallas för att vinna kvalitet. Två torn är något starkare än en dam.
Tornen kommer ofta sent i spel eftersom de står i hörnen och behöver öppna linjer för att agera. På öppna linjer är tornen starka pjäser, allra helst om de kan komma ner på sjunde raden (eller andra raden för svart). Där kan de rensa bland motståndarens bönder och stänga in hans kung.
I slutspelet är tornen viktiga och klart starkare än lätta pjäser. Torn är bättre på angrepp än försvar så det är viktigt att de är aktiva. 

## Unicode
Unicode har två tecken för tornen.
| Namn       | Symbol | Kod    | HTML (decimal) | HTML (hex) |
| ---------- | ------ | ------ | -------------- | ---------- |
| Vitt torn  | ♖      | U+2656 | &#9814;        | &#x2656;   |
| Svart torn | ♜      | U+265C | &#9820;        | &#x265C;   |